# Porthetis carinata
Porthetis carinata is een rechtvleugelig insect uit de familie Pamphagidae. De wetenschappelijke naam is gepubliceerd in 1758 door Linnaeus in de tiende editie van Systema naturae.